# Dirigente d'azienda
Un dirigente d'azienda (in inglese manager), nell'ambito dell'organizzazione d'impresa in economia aziendale, è una persona che nell'azienda o in un ente (sia pubblico o privato) ha la responsabilità del processo di definizione e del perseguimento di determinati obiettivi, anche detto management.

## Etimologia e pronuncia
Il sostantivo inglese manager deriva dal verbo francese manager, derivato a sua volta all'espressione latina manu agere, "condurre con la mano", "guidare una bestia stando davanti a lei". Talvolta come sinonimo di manager si usa anche il termine inglese executive, che si riferisce più propriamente ai manager di livello più elevato, quelli che compongono il cosiddetto senior management.
Il significato si è modificato, ma non eccessivamente; infatti manager significa tuttora "colui che conduce gli altri". A seguire è venuto il termine management, che in Italia tende a essere pronunciato con l'accento sulla seconda sillaba, in contrasto con la corretta pronuncia inglese, seguita a livello internazionale, che fa cadere l'accento sulla prima.

## Caratteristiche generali
Il manager si occupa in generale della gestione, attraverso l'assunzione di decisioni sull'impiego delle risorse economiche disponibili e in particolare delle risorse umane. Il termine management indica anche l'insieme dei manager di un'azienda.
In italiano sinonimo di manager è dirigente. Tuttavia, questo termine ha anche un significato più specifico, indicando il lavoratore preposto alla direzione di un'azienda, privata o pubblica, oppure di una parte di essa, che esplica le sue funzioni con autonomia decisionale, al fine di promuovere, coordinare e gestire la realizzazione degli obiettivi aziendali. Così inteso, il dirigente svolge tipicamente funzioni manageriali, ma non tutti coloro che svolgono tali funzioni sono dirigenti. D'altra parte la letteratura aziendalistica di origine anglosassone fa largo uso del termine manager (termine distinto da "director", di più alta autorità): in molti casi è infatti tradotto in "responsabile di ..." che, nel mondo del lavoro italiano, suona meno impegnativo di manager. Nel tempo, anche in Italia e in altre nazioni diverse dagli USA, la diffusione del titolo di manager è aumentata, specie nelle imprese di servizio in particolare del terziario avanzato, e praticamente attualmente ha poco a che vedere con la qualifica di dirigente o quadro o impiegato di alto livello, e corrisponde semplicemente a "responsabile' che, per ragioni di immagine, non si vuole utilizzare. Infatti, manager è spesso accompagnato da altri termini qualificativi quando serve a designare ruoli direttivi o comunque di "capo" di risorse umane (che è il significato originale e autentico).